# Impact Grand Championship
El Impact Grand Championship (Gran Campeonato de Impact, en español), fue un campeonato de lucha libre profesional creado y utilizado por la compañía estadounidense Impact Wrestling. El campeonato fue anunciado oficialmente el 13 de agosto de 2016 y el 4 de junio de 2018, fue unificado con el Campeonato Mundial de Impact ya que ambos títulos eran ostentados por Austin Aries.
El último campeón fue Austin Aries, quien se encontraba en su primer reinado.

## Historia
El 13 de agosto de 2016 en Impact Wrestling, el presidente de TNA Billy Corgan anunció que el Campeonato del Rey de la Montaña de TNA sería desactivado a favor del Campeonato Mundial Pesado de TNA que es de Lashley por lo que se dio a la creación del Impact Grand Championship el cual, representa la nueva generación en TNA. Corgan también anunció un torneo entre ocho luchadores en un formato de sistema de eliminación directa con reglas distintas a las convencionales.
La final quedó programada para estar en Bound for Glory para determinar el campeón inaugural.
|  | Cuartos de final | Cuartos de final | Cuartos de final |           |                | Semifinales    | Semifinales   | Semifinales |  |  | Final | Final | Final |  |
|  |                  |                  |                  |           |                |                |               |             |  |  |       |       |       |  |
|  |                  |                  |                  |           |                |                |               |             |  |  |       |       |       |  |
|  | Braxton Sutter   |                  |                  |           |                |                |               |             |  |  |       |       |       |  |
|  |                  |                  |                  |           |                |                |               |             |  |  |       |       |       |  |
|  | Drew Galloway    | Drew Galloway    | Sub              |           |                |                |               |             |  |  |       |       |       |  |
|  | Drew Galloway    | Drew Galloway    | Sub              |           | Drew Galloway* | Drew Galloway* | Pin           |             |  |  |       |       |       |  |
|  |                  |                  |                  |           | Drew Galloway* | Drew Galloway* | Pin           |             |  |  |       |       |       |  |
|  |                  |                  | Eddie Edwards    |           |                |                |               |             |  |  |       |       |       |  |
|  | Mahabali Shera   |                  |                  |           |                |                |               |             |  |  |       |       |       |  |
|  |                  |                  |                  |           |                |                |               |             |  |  |       |       |       |  |
|  | Eddie Edwards    | Eddie Edwards    | Sub              |           |                |                |               |             |  |  |       |       |       |  |
|  | Eddie Edwards    | Eddie Edwards    | Sub              |           |                |                | Eddie Edwards |             |  |  |       |       |       |  |
|  |                  |                  |                  |           |                |                |               |             |  |  |       |       |       |  |
|  |                  |                  | Aron Rex         | Aron Rex  | Pin            |                |               |             |  |  |       |       |       |  |
|  | Trevor Lee       |                  | Aron Rex         | Aron Rex  | Pin            |                |               |             |  |  |       |       |       |  |
|  |                  |                  |                  |           |                |                |               |             |  |  |       |       |       |  |
|  | Aron Rex         | Aron Rex         | Pin              |           |                |                |               |             |  |  |       |       |       |  |
|  | Aron Rex         | Aron Rex         | Pin              | Aron Rex  |                |                |               |             |  |  |       |       |       |  |
|  |                  |                  |                  |           |                |                |               |             |  |  |       |       |       |  |
|  |                  |                  | Eli Drake        | Eli Drake | Pin            |                |               |             |  |  |       |       |       |  |
|  | Jessie Godderz   |                  | Eli Drake        | Eli Drake | Pin            |                |               |             |  |  |       |       |       |  |
|  |                  |                  |                  |           |                |                |               |             |  |  |       |       |       |  |
|  | Eli Drake        | Eli Drake        | Pin              |           |                |                |               |             |  |  |       |       |       |  |
|  | Eli Drake        | Eli Drake        | Pin              |           |                |                |               |             |  |  |       |       |       |  |
|  |                  |                  |                  |           |                |                |               |             |  |  |       |       |       |  |

- Debido a la lesión de Galloway, Eddie Edwards entró en su reemplazo.

## Nombres
| Nombre                        | Años            |
| ----------------------------- | --------------- |
| TNA Impact Grand Championship | 2016            |
| Impact Grand Championship     | 2016 — presente |

## Reglas para el campeonato
- Tres rondas de 3 minutos (con variación de 5 minutos en eventos especiales).
- Sistema de calificación de 10 puntos.
- Categorías de calificación: Técnica, agresividad, control de lucha.
- La victoria se da por pinfall o sumisión.
- Si no hubiese ganador, la decisión final se dará por parte de los jueces designados.

## Campeones

### Lista de campeones
|   | Luchador         | N.º | Fecha                   | Días | Show o evento                      | Notas y referencias |
| - | ---------------- | --- | ----------------------- | ---- | ---------------------------------- | --- |
| 1 | Aron Rex         | 1   | 2 de octubre de 2016    | 7    | Bound for Glory                    | Derrotó a Eddie Edwards por decisión dividida en la final de un torneo. |
| 2 | Moose            | 1   | 9 de octubre de 2016    | 90   | Impact Wrestling                   | Emitido el 1 de diciembre. |
| 3 | Drew Galloway    | 1   | 7 de enero de 2017      | 5    | Impact Wrestling                   | Emitido el 19 de enero. |
| 4 | Moose            | 2   | 12 de enero de 2017     | 174  | Impact Wrestling                   | Ganador por decisión dividida. Emitido el 2 de marzo. |
| 5 | Ethan Carter III | 1   | 5 de julio de 2017      | 120  | Impact Wrestling                   | Ganador por decisión dividida. Emitido el 3 de agosto. |
| 6 | Matt Sydal       | 1   | 10 de noviembre de 2017 | 64   | Impact Wrestling                   | Emitido el 25 de enero. Durante su reinado, ganó el Campeonato de la División X de Impact.                                                                                             |
| 7 | Josh Mathews     | 1   | 13 de enero de 2018     | 1    | Impact Wrestling                   | A Mathews le fue otorgado el título por Sydal después de que se revelara como su "guía espiritual". Emitido el 15 de marzo.                                                            |
| 8 | Austin Aries     | 1   | 14 de enero de 2018     | 141  | Impact Wrestling                   | Derrotó a Matt Sydal (en representación de Mathews), en un Champion vs. Champion Match donde el Campeonato Mundial de Impact de Aries también estaba en juego. Emitido el 29 de marzo. |
| — | Unificado        | —   | 4 de junio de 2018      | —    | Slammiversary XVI Press Conference | Aries unificó el campeonato con el Campeonato Mundial de IMPACT. |

### Días totales como campeones
| N.º | Campeón          | Reinados | Total de días |
| --- | ---------------- | -------- | ------------- |
| 1   | Moose            | 2        | 264           |
| 2   | Austin Aries     | 1        | 141           |
| 3   | Ethan Carter III | 1        | 120           |
| 4   | Matt Sydal       | 1        | 64            |
| 5   | Aron Rex         | 1        | 7             |
| 6   | Drew Galloway    | 1        | 5             |
| 7   | Josh Mathews     | 1        | 1             |

### Mayor cantidad de reinados
| Reinados | Luchador (es) |
| -------- | ------------- |
| 2 veces  | Moose         |